# Malice in Wonderland (groupe)
Pour les articles homonymes, voir Malice in Wonderland.
Malice in Wonderland est un groupe rock et heavy metal norvégien, originaire d'Oslo. Il est connu pour sa chanson Lucifer's Town présente dans l'album homonyme du groupe. Malice in Wonderland publie deux EP dans les années 1990 avant que Chris Wicked ne devienne chanteur. Par la suite, ils enregistrent deux albums, plusieurs EPs et singles. Leur dernier album, The Royal Brigade, est publié en 2013. En 2015, le groupe se sépare officiellement.
Malice in Wonderland ne doit pas être confondu avec un autre groupe homonyme, originaire d'Allemagne.

## Biographie
Malice in Wonderland est formé en 1997, mais ce n'est pas avant 2003, que le groupe stabilise sa formation. Le groupe comprend alors le fondateur et chanteur Chris Wicked, le guitariste Tracy Loveless, le bassiste Sid Silva et le batteur Ed Kelly. Malice in Wonderland publie deux EP dans les années 1990 avant que Chris Wicked ne devienne chanteur. Leur premier album éponyme est publié en Norvège aux labels Karisma- et Dark Essence Records en 2005. Le single Lucifer's Town devient un succès sur Internet avec plus de 500 000 lectures sur Myspace. Malice In Wonderland publiera plusieurs singles dont City Angel, mixé par Tim Palmer (U2, Ozzy Osbourne).
Ils jouent avec John Corabi (Mötley Crüe) le 7 novembre au Madam Felle de Bergen, en Norvège. En octobre 2013, ils signent au label Crank Music Group, et annonce son nouvel album pour le 10 décembre la même année. Leur dernier album, The Royal Brigade, est publié en décembre 2013. Il est mixé par le producteur rock John Fryer (Depeche Mode, Nine Inch Nails). En août 2015, le groupe annonce officiellement sa séparation. Ils prévoient deux derniers concerts : un le 12 septembre au MeriRock en Finlande, et l'autre le 9 octobre à Garage, dans leur ville natale.

## Membres
- Chris Wicked - chant
- Tracy Loveless - guitare
- Tommi Gun - batterie

## Discographie
- 2005 : Malice in Wonderland
- 2013 : The Royal Brigade
- A Tear and A Whisper (single)